# 垂直空白間隙
垂直空白間隙（Vertical Blank Interval, VBI），又被称为垂直消隐期间，是指在扫描线技术中（例如隔行扫描）电子束从前一画面的右下角移至后一画面的左上角时的时间差所引起的空白画面。这一情况出现在使用阴极射线管的显示器、使用视频图形阵列标准的显示器中。
使用阴极射线管的显示器在显示画面时，电子束由畫面的左上角開始以交錯的方式最後掃描至畫面的右下角，這樣就完成了一張畫面的顯示, 然後電子束移回去左上角，以進行下一張畫面的顯示。而電子束的移動是需要時間的, 所以在影像訊號上會产生垂直空白間隙。在垂直空白間隙中，显示器不會顯示影像，影像訊號也不會被顯示器給刪除，所以在處理影像訊號的時候，垂直空白間隙很適合用來做資料傳輸，例如模拟电视广播中的隐藏字幕（Closed Caption）、图文电视（Teletext）、时间码、拷贝代次管理系统（Copy Generation Management System，一种版权保护机制）。